# Несторас Мітідіс
Несторас Мітідіс (грец. Νέστορας Μυτίδης, нар. 1 червня 1991, Ларнака) — кіпрський футболіст, нападник клубу АЕК (Ларнака) і національної збірної Кіпру.

## Клубна кар'єра
У дорослому футболі дебютував 2010 року виступами за команду клубу АЕК (Ларнака), кольори якої захищає й донині.

## Виступи за збірну
У 2010 році дебютував в офіційних матчах у складі національної збірної Кіпру. Наразі провів у формі головної команди країни 18 матчів, забивши 3 голи.
| Дата       | Місто     | Господарі | Результат             | Гості    | Турнір           | Голи | Примітки |
| ---------- | --------- | --------- | --------------------- | -------- | ---------------- | ---- | -------- |
| 16/11/2010 | Амман     | Йорданія  | 0 – 0                 | Кіпр     | товариський матч | -    |          |
| 08/02/2011 | Нікосія   | Кіпр      | 0 – 2                 | Швеція   | товариський матч | -    |          |
| 09/02/2011 | Паралімні | Кіпр      | 1 – 1 д.ч. (4-5 п.п.) | Румунія  | товариський матч | -    |          |
| 29/03/2011 | Ларнака   | Кіпр      | 0 – 1                 | Болгарія | товариський матч | -    |          |
| Усього     |           | Матчів    | 4                     |          | Голів            | 0    |          |

## Титули і досягнення
- Володар Кубка Кіпру (1):

АЕЛ:  2018-19